# سفارة السويد في الفلبين
سفارة السويد في الفلبين هي أرفع تمثيل دبلوماسي لدولة السويد لدى الفلبين. تقع السفارة في وهي تهدف لتعزيز المصالح السويدية في الفلبين.

## وصلات خارجية
- قائمة سفارات السويد
- قائمة السفارات في الفلبين